# Mohamed Siad Barre
Mohamed Siad Barre (Gedo, Somalia Italiana, 6 de octubre de 1919-Lagos, Nigeria, 2 de enero de 1995) fue un militar, político y dictador somalí que se desempeñó como presidente de la República Democrática de Somalia por el Partido Socialista Revolucionario Somalí desde 1969 a 1991, cuando fue derrocado. Falleció exiliado en Nigeria mientras iba camino al hospital tras sufrir un ataque al corazón.
El gobierno de Barre se caracterizó por la modernización generalizada, la nacionalización de los bancos y la industria, la promoción de las granjas cooperativas, un nuevo sistema de escritura para el idioma somalí y el antitribalismo.  
El Partido Socialista Revolucionario Somalí se convirtió en el partido de vanguardia de Somalia en 1976, y Barre inició la Guerra de Ogaden contra Etiopía sobre una plataforma de nacionalismo somalí y pansomalismo.  
La popularidad de Barre fue más alta durante los siete meses entre septiembre de 1977 y marzo de 1978, cuando capturó prácticamente la totalidad de la región somalí. Declinó desde fines de la década de 1970 luego de la derrota de Somalia en la Guerra de Ogadén, lo que desencadenó la rebelión somalí y rompió los lazos con la Unión Soviética.  
Somalia se alió entonces con las potencias occidentales y especialmente con Estados Unidos durante el resto de la Guerra Fría, aunque mantuvo su régimen marxista-leninista y también se acercó a China.
La oposición creció en la década de 1980 debido a su gobierno cada vez más dictatorial y el fuerte declive de la economía de Somalia. En 1991, el gobierno de Barre se derrumbó cuando la rebelión somalí lo expulsó del poder, lo que condujo a la Guerra Civil Somalí y lo obligó a exiliarse, donde murió en Nigeria en 1995 camino al hospital después de sufrir un ataque al corazón.

## Primeros años
Mohamed Siad Barre nació en una época en la que los registros de nacimiento eran desconocidos en Somalia. Se ha especulado sobre el año exacto de su nacimiento, que oscila entre 1910 y 1921; sin embargo, en general se admite que nació de padres pastores hacia 1910. Se dice que su lugar de nacimiento no oficial fue Las Ga'al, un distrito de la región de El-Gab, actualmente conocida como Shilavo (Shilabo) en la región etíope de Ogaden y que su lugar de nacimiento oficial fue la ciudad de Garbahare, que forma parte de la capital provincial de la región somalí de Gedo.
Hijo de un nómada, solo realizó estudios básicos. Sirvió en la policía colonial italiana (1941-1960) y ascendió hasta inspector con la independencia de Somalia en 1960. Entró en el Ejército en 1969 y consiguió, después de un golpe de Estado en el que fue asesinado el presidente Abdirashid Ali Shermarke, el más alto cargo público, ejerciendo un gobierno de carácter socialista y nacionalista.

## Revolución de 1969

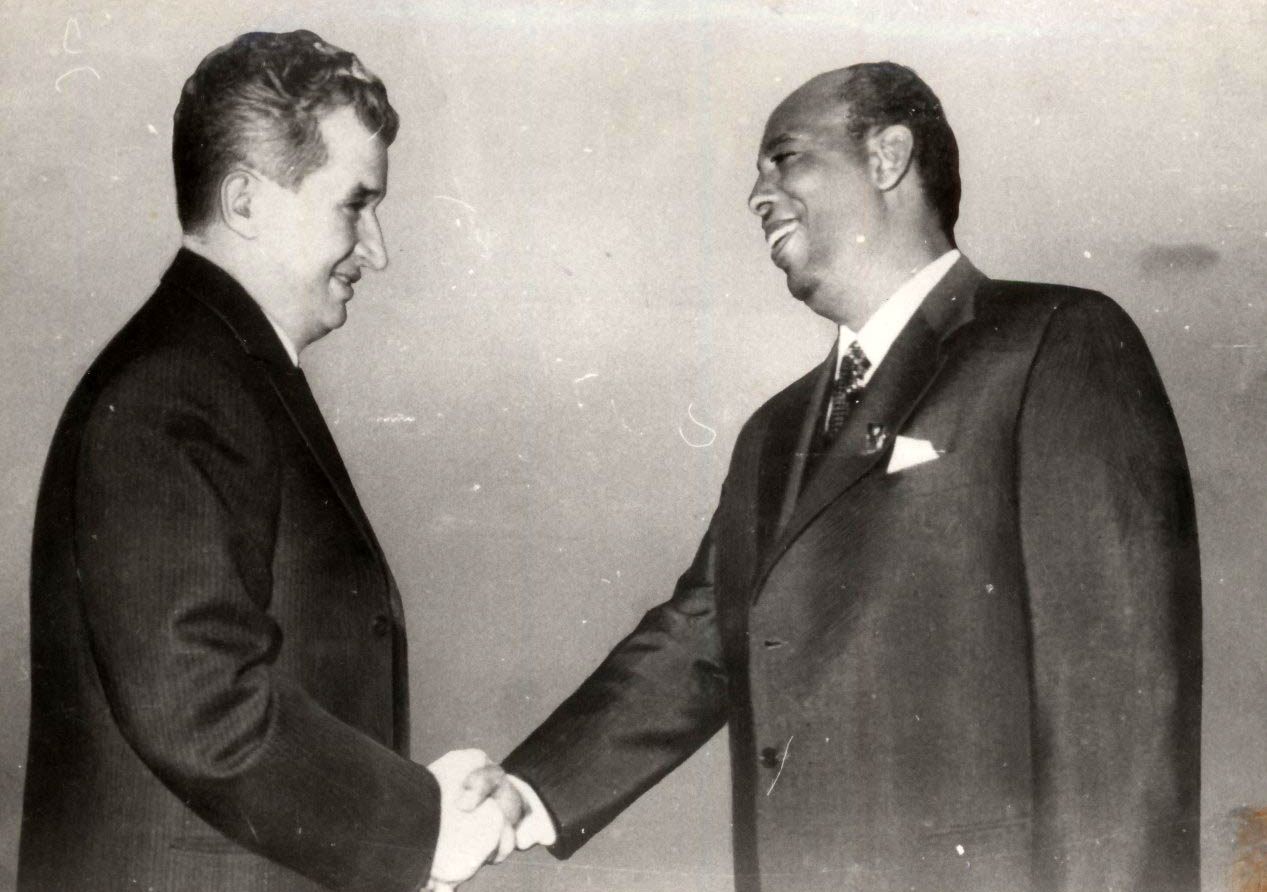
Barre con el presidente rumano Nicolae Ceaușescu en 1976

Aprovechando la mala situación en que se hallaba el país, el 21 de octubre de 1969 una revolución liderada por Siad Barre consiguió penetrar en Mogadiscio y derrocar al presidente provisional Sheikh Mukhtar Mohamed Hussein. 
Tras el golpe, destacados poetas idearon poesías para significar y elogiar la llegada de la revolución.  La opinión de las mujeres somalíes se manifestó en las palabras de una de las poetisas somalíes más famosas, Halimo ali Kurtin.
Poema del poeta Ali Elmi Afyare que expresa las grandes esperanzas colectivas para el futuro del país provocadas por el gobierno revolucionario progresista.  
Como los camellos son muy apreciados en Somalia, el poeta compara la libertad con una camella amada.  (Hasheena Maandeeq)

## Consejo Revolucionario Militar

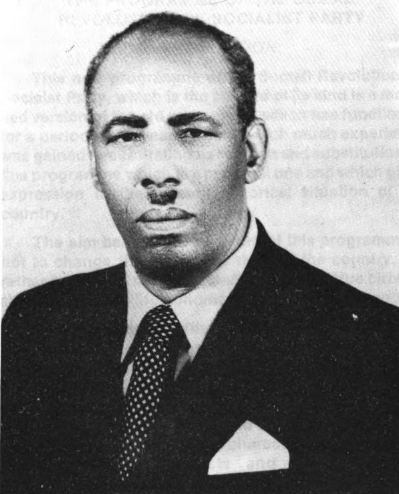
Retrato de Siad Barre

El Consejo Revolucionario Supremo estableció programas de obras públicas a gran escala e implementó con éxito una campaña de alfabetización urbana y rural, que ayudó a aumentar drásticamente la tasa de alfabetización. 
Barre inició un programa de nacionalización de la industria y la tierra, y la política exterior del nuevo régimen hizo hincapié en los vínculos tradicionales y religiosos de Somalia con el mundo árabe, y finalmente se unió a la Liga Árabe en 1974. Ese mismo año, Barre también se desempeñó como presidente de la Unidad Africana (UA), predecesora de la Unión Africana (UA).
En julio de 1976, el SRC de Barre se disolvió y estableció en su lugar el Partido Socialista Revolucionario Somalí (PSRS), un gobierno de partido único basado en el socialismo científico y los principios islámicos. El PSRS fue un intento de reconciliar la ideología oficial del estado (marxismo-leninismo) con la religión oficial del estado (islam). 
Se hizo hincapié en los principios musulmanes de progreso social, igualdad y justicia, que según el gobierno formaban el núcleo del socialismo científico y su propio énfasis en la autosuficiencia, la participación pública y el control popular, así como la propiedad directa de los medios de producción. Si bien el PSRS alentó la inversión privada en una escala limitada, se proclamó que la dirección general de la administración era comunista.
En 1979 se promulgó una nueva constitución en virtud de la cual se celebraron elecciones para una Asamblea del Pueblo. Sin embargo, el Politburó del Partido Socialista Revolucionario Somalí de Barre continuó gobernando. En octubre de 1980, se disolvió el PSRS y se restableció en su lugar el Consejo Supremo Revolucionario.

## Presidencia

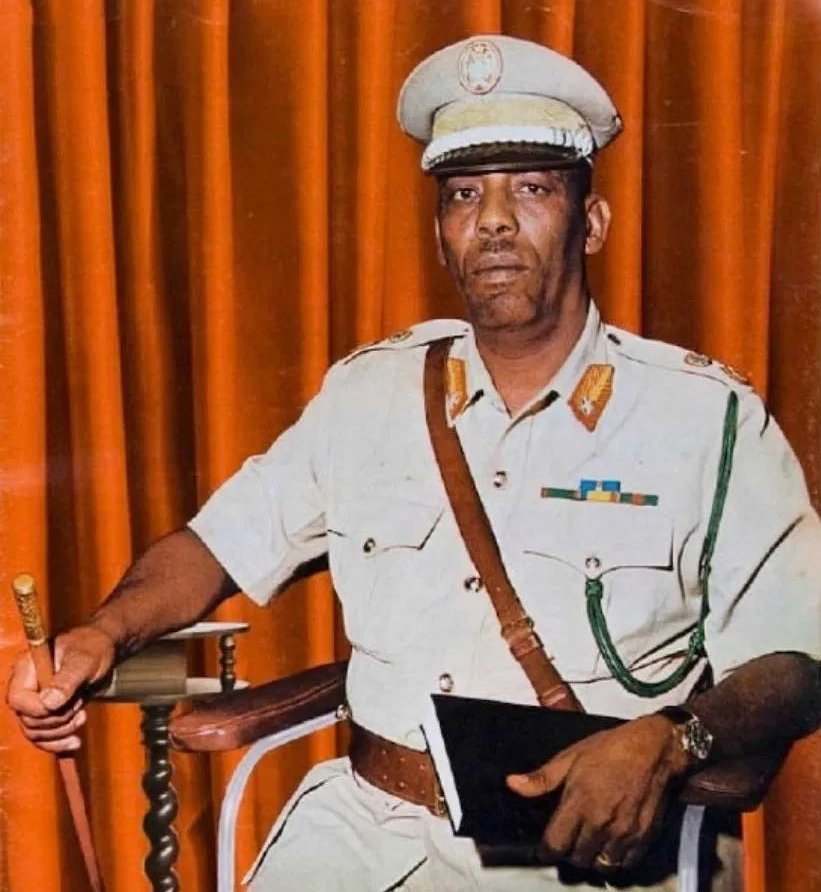
Barre con su traje militar

La nueva junta militar que llegó al poder después del golpe de Estado trató de adaptar el socialismo a las necesidades de Somalia. Se basó en gran medida en el modelo maoísta de la República Popular China. Promovió el trabajo voluntario en la agricultura y la construcción de carreteras y hospitales. Casi todas las industrias, los bancos y las empresas fueron nacionalizadas. Las granjas cooperativas fueron promovidas. El gobierno prohibió el tribalismo y destacó la lealtad a las autoridades centrales.
Barre asumió el cargo de presidente de Somalia, llamado "Líder victorioso" (Guulwade) y fomentó la creación de retratos de él en compañía de Marx, Engels y Lenin en las calles en ocasiones públicas.  Barre abogó por una forma de socialismo científico basado en el Corán y el marxismo-leninismo, con fuertes influencias del nacionalismo somalí.
Barre abogó por el concepto de una Gran Somalia (Soomaaliweyn), que se refiere a aquellas regiones del Cuerno de África en las que residen los somalíes étnicos y han representado históricamente a la población predominante. La Gran Somalia abarca Somalia, Yibuti, Ogaden en Etiopía y la antigua Provincia Nororiental de Kenia, regiones del Cuerno de África donde los somalíes forman la mayoría de la población en cierta proporción. 
Una escritura completamente nueva fue presentada para el idioma somalí. Para difundir el nuevo lenguaje, los métodos y el mensaje de la revolución, las escuelas secundarias se cerraron en 1974 y 25 000 alumnos de 14 a 16 años de edad fueron enviados a las zonas rurales para educar a sus compatriotas nómadas. Según el ex diplomático etíope Mohamed Hassan, los primeros años del régimen de Siad Barre fueron los más prósperos de la Historia de Somalia, ya que la educación y las condiciones sociales mejoraron.
Sin embargo, el gobierno de Barre seguía siendo ante todo nacionalista; el socialismo en el que decía basarse era pragmático y tenía como objetivo acelerar el desarrollo del país.
En aquellos años, Somalia también fue víctima de la Guerra Fría por su situación estratégica en el paso del mar Rojo y el cuerno de África, hecho que despertaba el interés de las dos principales superpotencias de la época: los Estados Unidos y la Unión Soviética. El gobierno de Siad Barre se inclinó en un primer momento por los soviéticos, que le ayudaron económicamente hasta 1977. Los EE. UU. aprovecharon la ruptura con Moscú para apoyar al régimen de Barre, enfrentado con la vecina Etiopía, esta última apoyada por la URSS y Cuba.
Fue reelegido presidente en las elecciones presidenciales de 1986.
En la década de 1980 los clanes exigían más autonomía, en especial las regiones del norte del país (que conformaban la antigua Somalia Británica). Barre mandó tropas para controlar a los grupos independentistas mediante una fuerte represión sin éxito, debido a que en 1991 milicias rebeldes lograron penetrar en Mogadiscio, tras lo cual fue capturado y pusieron fin no solo a su gobierno, sino también a la integridad del propio Estado somalí, que se desmembró en diferentes sectores controlados por los líderes de los clanes y el surgimiento de nuevas repúblicas no reconocidas como Somalilandia, entre otras. Desde ese momento, los restos territoriales de Somalia están controlados por "señores de la guerra" agrupados en distintos clanes y por la ley consuetudinaria de los clanes, dejando al país en una situación de caos total, sin un gobierno efectivo, y convirtiendo al país en un Estado fallido.

## Programas domésticos
Durante los primeros cinco años, el gobierno de Barre estableció varias granjas cooperativas y fábricas de producción en masa, como molinos, instalaciones de procesamiento de caña de azúcar en Jowhar y Afgooye, y una planta de procesamiento de carne en Kismayo.
Otro proyecto público iniciado por el gobierno fue el paro de dunas de arena de Shalanbood: a partir de 1971, la administración de Barre introdujo una campaña masiva de plantación de árboles a escala nacional para detener el avance de miles de acres de dunas de arena impulsadas por el viento que amenazaban con engullir  ciudades, caminos y tierras de cultivo. Para 1988, se habían tratado 265 hectáreas de las 336 hectáreas proyectadas, con 39 sitios de reserva de pastizales y 36 sitios de plantaciones forestales establecidos.
Entre 1974 y 1975, se produjo una gran sequía conocida como Abaartii Dabadheer ("La sequía persistente") en las regiones del norte de Somalia. La Unión Soviética, que en ese momento mantenía relaciones estratégicas con el gobierno de Barre, transportó por aire a unas 90.000 personas desde las devastadas regiones de Hobyo y Aynaba.  
Se crearon nuevos asentamientos de pequeñas aldeas en las regiones de Jubbada Hoose (Bajo Juba) y Jubbada Dhexe (Medio Juba), y estos nuevos asentamientos se conocen como Danwadaagaha o "Asentamientos colectivos". Las familias trasplantadas fueron introducidas a la agricultura y la pesca, un cambio de su estilo de vida pastoril tradicional de pastoreo de ganado.  
Otros programas de reasentamiento de este tipo también se introdujeron como parte del esfuerzo de Barre para socavar la solidaridad del clan al dispersar a los nómadas y alejarlos de las tierras controladas por el clan.

## Programas económicos
Como parte de las políticas socialistas de Barre, se nacionalizaron las principales industrias y granjas, incluidos bancos, compañías de seguros y granjas de distribución de petróleo. 
La guerra de Ogaden también había debilitado sustancialmente al ejército somalí y el gasto militar había paralizado la economía. La deuda externa aumentó más rápido que los ingresos por exportaciones y, al final de la década, la deuda de Somalia de 4 000 millones de chelines equivalía a los ingresos de setenta y cinco años de exportaciones de banano.
Para 1978, las exportaciones de bienes manufacturados eran casi inexistentes y, con la pérdida del apoyo de la Unión Soviética, el gobierno de Barre firmó un acuerdo de ajuste estructural con el Fondo Monetario Internacional (FMI) a principios de la década de 1980.  
Esto incluyó la abolición de algunos monopolios gubernamentales y el aumento de la inversión pública.  Este y un segundo acuerdo fueron cancelados a mediados de la década de 1980, ya que el ejército somalí se negó a aceptar un recorte propuesto del 60 por ciento en el gasto militar.  
Se firmaron nuevos acuerdos con el Club de París, la Asociación Internacional de Fomento y el FMI durante la segunda mitad de la década de 1980. Esto finalmente no logró mejorar la economía que se deterioró rápidamente en 1989 y 1990 y resultó en una escasez de productos básicos en todo el país.

## Relaciones exteriores

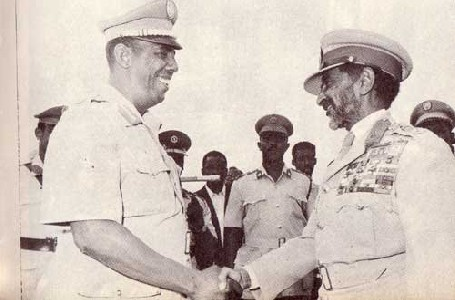
Siad Barre y el emperador etíope Haile Selassie I

El control de Somalia era de gran interés tanto para la Unión Soviética como para los Estados Unidos debido a la ubicación estratégica del país en la desembocadura del Mar Rojo.  
Después de que los soviéticos rompieran con Somalia a fines de la década de 1970, Barre expulsó a todos los asesores soviéticos, rompió su tratado de amistad con la Unión Soviética y cambió su lealtad a Occidente, y lo anunció en un discurso televisado en inglés. 

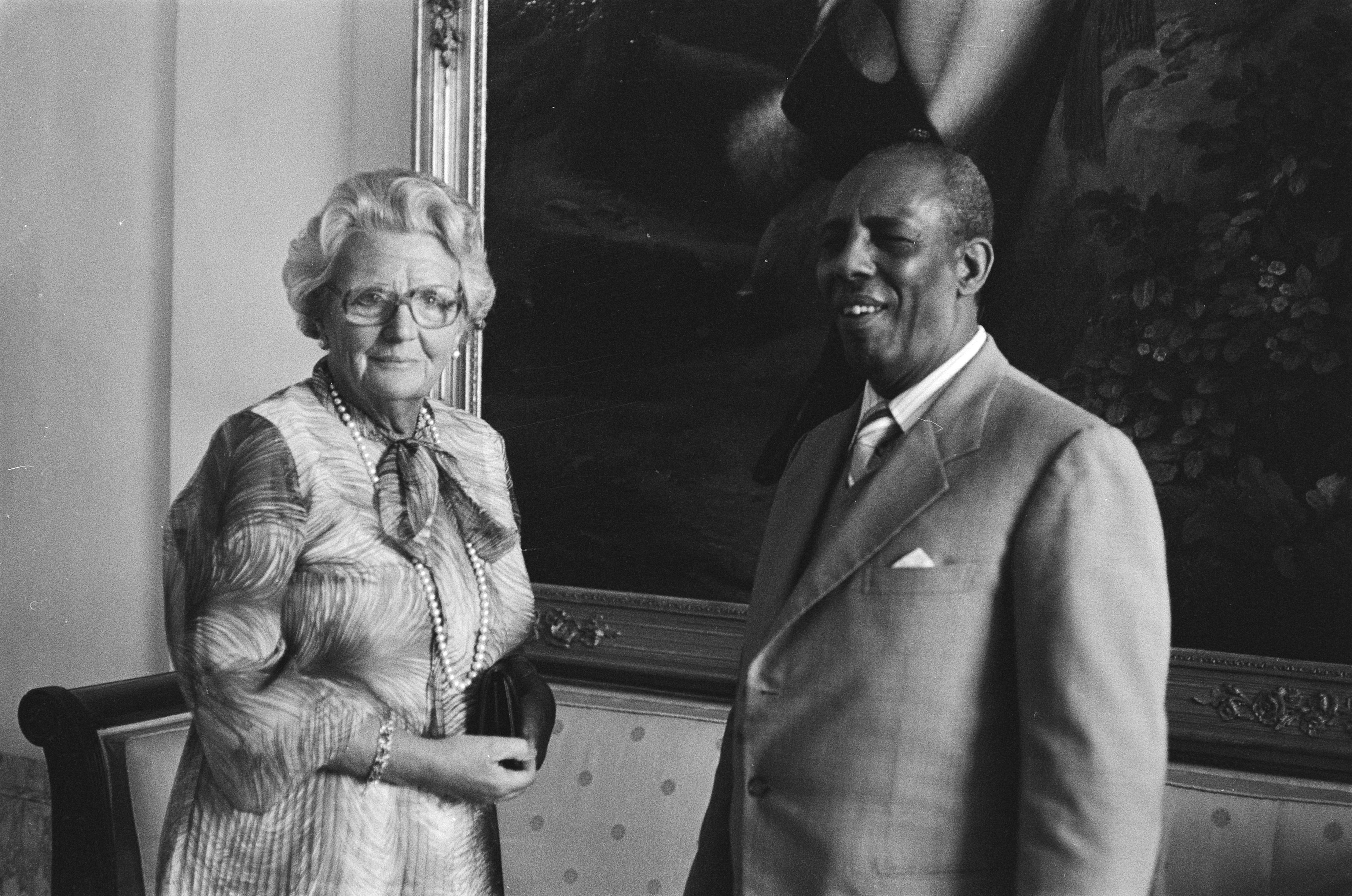
Barre y la Reina Juliana en 1978 durante una visita presidencial.

Somalia también rompió todos los lazos con el Bloque del Este y el Segundo Mundo (excepto China y Rumania). Estados Unidos intervino y hasta 1989 fue un firme partidario del gobierno de Barre, a quien proporcionó aproximadamente 100 millones de dólares estadounidenses al año en ayuda económica y militar, reuniéndose en 1982 con Ronald Reagan para anunciar la nueva relación entre Estados Unidos y Somalia.
En septiembre de 1972, los rebeldes patrocinados por Tanzania atacaron Uganda.  El presidente de Uganda, Idi Amin, solicitó la ayuda de Barre y, posteriormente, medió en un pacto de no agresión entre Tanzania y Uganda.  Por sus acciones, una carretera en Kampala recibió el nombre de Barre.
Los días 17 y 18 de octubre de 1977, un grupo del Frente Popular para la Liberación de Palestina (PFLP) secuestró el vuelo 181 de Lufthansa a Mogadiscio y retuvo a 86 rehenes. El canciller de Alemania Occidental, Helmut Schmidt, y Barre negociaron un acuerdo para permitir que una unidad antiterrorista GSG 9 ingrese a Mogadiscio para liberar a los rehenes.
En enero de 1986, Barre y el presidente etíope Mengistu Haile Mariam se reunieron en Yibuti para normalizar las relaciones entre sus respectivos países.  El acuerdo entre Etiopía y Somalia se firmó en 1988 y Barre disolvió su organización clandestina antietíope, el Frente de Liberación de Somalia Occidental. A cambio, Barre esperaba que Mengistu desarmara a los rebeldes del Movimiento Nacional Somalí (MNS) activos en el lado etíope de la frontera; sin embargo, esto no se materializó ya que el MNS se mudó al norte de Somalia en respuesta a este acuerdo.

## Guerra con Etiopía (1977-1988)
En diciembre de 1977 tropas somalíes (con apoyo estadounidense) invadieron la región del Ogaden, que tiene una población mayoritaria de etnia somalí. La guerra se inicia y Etiopía (que recibió apoyo cubano y soviético) logró derrotar a las tropas somalíes, tras más de un mes de intensas luchas. En 1982, Siad Barre intentó una nueva invasión, pero fracasó.
Finalmente, en 1988, Siad Barre y Mengistu Haile Mariam, presidente de la República Democrática Popular de Etiopía, firmaron el acuerdo de paz que ponía fin al conflicto del Ogaden.

## Accidente de auto
En mayo de 1986, el presidente Barre sufrió heridas graves en un accidente automovilístico que puso en peligro su vida cerca de Mogadiscio, cuando el automóvil que lo transportaba se estrelló contra la parte trasera de un autobús durante una fuerte tormenta.  
Fue tratado en un hospital en Arabia Saudita por lesiones en la cabeza, costillas rotas y shock durante un período de un mes. El teniente general Mohammad Ali Samatar, entonces vicepresidente, se desempeñó posteriormente como jefe de Estado de facto durante los meses siguientes. 
Aunque Barre logró recuperarse lo suficiente como para presentarse como el único candidato presidencial a la reelección por un período de siete años el 23 de diciembre de 1986, su mala salud y avanzada edad llevaron a especular sobre quién lo sucedería en el poder.  
Los posibles contendientes incluían a su yerno, el general Ahmed Suleiman Abdille, quien en ese momento era el ministro del Interior, además del vicepresidente de Barre, el teniente general Samatar.

## Exilio y muerte
Tras el golpe de Estado de 1991 y la inminente salida de Siad Barre del país, el presidente nigeriano Ibrahim Babangida le ofreció asilo en su país. El derrocado líder escogió como destino la ciudad de Lagos, en la que vivió hasta su muerte, ocurrida el 2 de enero de 1995.

## Condecoraciones
- Orden de la Estrella Somalí en Primera Clase.

| Predecesor: Sheikh Mukhtar Mohamed Hussein | Presidente de Somalia 1969-1991 | Sucesor: Ali Mahdi Mohamed |